# Boxe aux Jeux olympiques d'été de 2000
Navigation
Atlanta 1996 Athènes 2004
Aux Jeux olympiques d'été de 2000, douze épreuves de boxe anglaise se sont disputées du 16 septembre au 1er octobre 2000 à Sydney, Australie.

## Résultats

### Podiums
| Catégories                    | Or                        | Argent                 | Bronze                              |
| Poids mi-mouches (-48 kg)     | Brahim Asloum             | Rafael Lozano          | Maikro Romero Kim Un-chol           |
| Poids mouches (-51 kg)        | Wijan Ponlid              | Bulat Jumadilov        | Jérôme Thomas Wladimir Sidorenko    |
| Poids coqs (-54 kg)           | Guillermo Rigondeaux      | Raimkul Malakhbekov    | Serhiy Danylchenko Clarence Vinson  |
| Poids plumes (-57 kg)         | Bekzat Sattarkhanov       | Ricardo Juarez         | Tahar Tamsamani Kamil Djamaludinov  |
| Poids légers (-60 kg)         | Mario Kindelán            | Andriy Kotelnik        | Cristián Bejarano Aleksandr Maletin |
| Poids super-légers (-63,5 kg) | Mahammatkodir Abdoollayev | Ricardo Williams       | Mohamed Allalou Diógenes Luna       |
| Poids welters (-67 kg)        | Oleg Saitov               | Serhiy Dotsenko        | Vitaly Grusac Dorel Simion          |
| Poids super-welters (-71 kg)  | Yermakhan Ibraimov        | Marian Simion          | Pornchai Thongburan Jermain Taylor  |
| Poids moyens (-75 kg)         | Jorge Gutierrez           | Gaydarbek Gaydarbekov  | Vüqar Ələkbərov Zsolt Erdei         |
| Poids mi-lourds (-81 kg)      | Aleksandr Lebziak         | Rudolf Kraj            | Andriy Fedchuk Sergey Mihaylov      |
| Poids lourds (-91 kg)         | Félix Savón               | Sultan Ibragimov       | Vladimer Chanturia Sebastian Köber  |
| Poids super-lourds (+91 kg)   | Audley Harrison           | Mukhtarkhan Dildabekov | Paolo Vidoz Rustam Saidov           |

### Tableau des médailles
| Place | Pays              | Médaille d'or, Jeux olympiques | Médaille d'argent, Jeux olympiques | Médaille de bronze, Jeux olympiques | Total |
| ----- | ----------------- | ------------------------------ | ---------------------------------- | ----------------------------------- | ----- |
| 1     | Cuba              | 4                              | 0                                  | 2                                   | 6     |
| 2     | Russie            | 2                              | 3                                  | 2                                   | 7     |
| 3     | Kazakhstan        | 2                              | 2                                  | 0                                   | 4     |
| 4     | Ouzbékistan       | 1                              | 0                                  | 2                                   | 3     |
| 5     | Thaïlande         | 1                              | 0                                  | 1                                   | 2     |
| -     | France            | 1                              | 0                                  | 1                                   | 2     |
| 7     | Royaume-Uni       | 1                              | 0                                  | 0                                   | 1     |
| 8     | Ukraine           | 0                              | 2                                  | 3                                   | 5     |
| 9     | États-Unis        | 0                              | 2                                  | 2                                   | 4     |
| 10    | Roumanie          | 0                              | 1                                  | 1                                   | 2     |
| 11    | Tchéquie          | 0                              | 1                                  | 0                                   | 1     |
| -     | Espagne           | 0                              | 1                                  | 0                                   | 1     |
| 13    | Corée du Nord     | 0                              | 0                                  | 1                                   | 1     |
| -     | Moldavie          | 0                              | 0                                  | 1                                   | 1     |
| -     | Mexique           | 0                              | 0                                  | 1                                   | 1     |
| -     | Maroc             | 0                              | 0                                  | 1                                   | 1     |
| -     | Italie            | 0                              | 0                                  | 1                                   | 1     |
| -     | Hongrie           | 0                              | 0                                  | 1                                   | 1     |
| -     | Allemagne         | 0                              | 0                                  | 1                                   | 1     |
| -     | Géorgie           | 0                              | 0                                  | 1                                   | 1     |
| -     | Azerbaïdjan       | 0                              | 0                                  | 1                                   | 1     |
| -     | Algérie           | 0                              | 0                                  | 1                                   | 1     |
| Total | 22 pays médaillés | 12                             | 12                                 | 24                                  | 48    |